# El Divisador
El Divisador är en ort i Mexiko.   Den ligger i kommunen Salamanca och delstaten Guanajuato, i den centrala delen av landet, 250 km nordväst om huvudstaden Mexico City. El Divisador ligger 1 714 meter över havet och antalet invånare är 2 389.
Terrängen runt El Divisador är huvudsakligen platt, men åt nordost är den kuperad. Runt El Divisador är det tätbefolkat, med 257 invånare per kvadratkilometer. Närmaste större samhälle är Salamanca, 3,5 km väster om El Divisador. Runt El Divisador är det i huvudsak tätbebyggt.